# Isola Peaked
Peaked è un piccolo isolotto satellite di Attu che fa parte delle isole Near, un gruppo delle Aleutine occidentali e appartiene all'Alaska (USA). Si trova ad ovest di Cape Wrangell sulla costa occidentale dell'isola di Attu ed è il punto più occidentale dell'Alaska.